# Lalsot
Lalsot là một thành phố và khu đô thị của quận Dausa thuộc bang Rajasthan, Ấn Độ.

## Địa lý
Lalsot có vị trí 26°34′B 76°20′Đ / 26,57°B 76,33°Đ Nó có độ cao trung bình là 298 mét (977 feet).

## Nhân khẩu
Theo điều tra dân số năm 2001 của Ấn Độ, Lalsot có dân số 28.278 người. Phái nam chiếm 52% tổng số dân và phái nữ chiếm 48%. Lalsot có tỷ lệ 59% biết đọc biết viết, thấp hơn tỷ lệ trung bình toàn quốc là 59,5%: tỷ lệ cho phái nam là 71%, và tỷ lệ cho phái nữ là 46%. Tại Lalsot, 18% dân số nhỏ hơn 6 tuổi.